# St. Martin (Königheim)

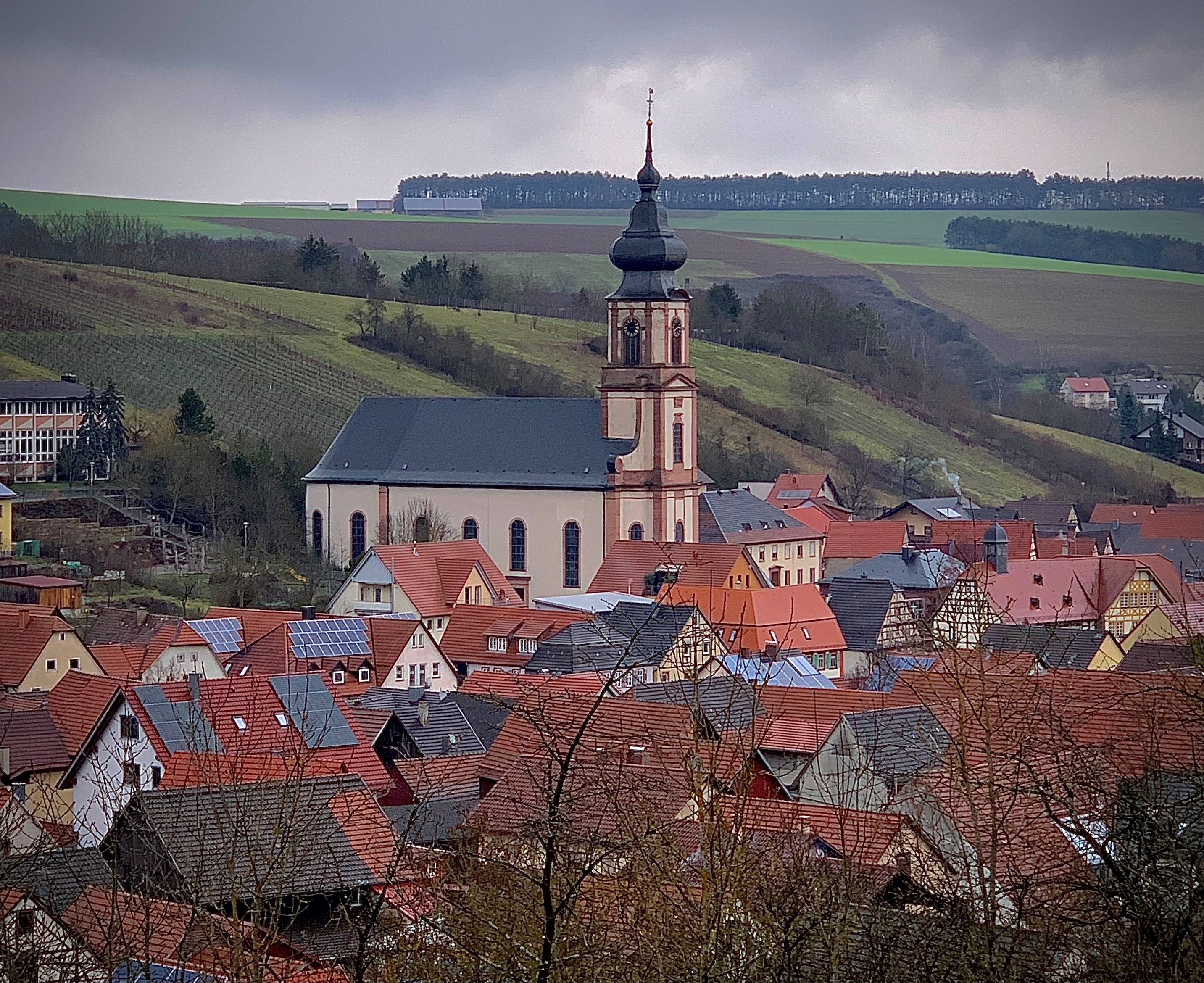
St. Martin in Königheim

Die römisch-katholische Pfarrkirche St. Martin (auch St. Martin und Nepomuk) in Königheim wurde von 1752 bis 1756 nach Plänen des Ingenieurhauptmanns und Architekten Michael Anton Müller, eines Schülers von Balthasar Neumann, als Barockkirche erbaut. 1756 wurde die Kirche in Chor und Langhaus von dem Tiepolo-Schüler Georg Anton Urlaub ausgemalt. Die Kirche wurde in neuester Zeit sorgfältig renoviert. Die Martinskirche gehört zur Seelsorgeeinheit Königheim, die dem Dekanat Tauberbischofsheim des Erzbistums Freiburg zugeordnet ist.

## Geschichte

### Die ersten zwei fränkischen Holzkirchen
Die ersten zwei Kirchen wurden zwischen 800 und 1200 erbaut. Sie bestanden aus Holz und blieben nicht bis zur gotischen Zeit erhalten.

### Die gotische, dritte Kirche
Als in Königheim um 1200 mindestens zwei Adelsfamilien und ein Rittergeschlecht saßen, entschied man sich, eine massive romanische Kirche mit einem geräumigen Chorturm zu bauen. 1486 wird dieser Burgturm genannt, denn auf den „bruchthurn“ wurden damals die beiden Glocken gehängt. Da die beiden Burgen keinen Turm hatten, wurde der stark gebaute Kirchturm im befestigten Kirchhof zur Ausschau und Verteidigung eingerichtet. So konnte man ihn Burgturm nennen, obwohl die Burggebäude außerhalb des Kirchhofs standen. Gotische Fenster wurden 1486 bei der Anschaffung eines neuen Hochaltars und neuer Glocken mit eingesetzt. Für die damalige Renovierung wollte man ein „wertvolles Bild“ für den Hochaltar haben, weshalb man einen Maler aus Nürnberg beauftragte. Die Urkunde Nr. 36 der Urkundensammlung besagt: „Der ehrsame Meister Lienhart von Nürnberg hat versprochen, eine Tafel in die Kirche für ungefähr 70 Gulden zu machen. wenn er aber die Tafel besser macht nach Erkenntnis des Pfarrers und der Amtleut zu Bischoffsheim, sollen die von Kennicken sich auch an der Bezahlung bessern. Das Bild wurde am Vortag von Mariä Himmelfahrt aufgestellt und am Montag nach Mariä Himmelfahrt von Pfarrer Lipper von Bischofsheim und den Ehrsamen besichtigt, sie haben großen Gefallen an dem Bild empfunden und Leinhart 120 Gulden gegeben.“ Nach der Überschrift „Neue Tafel auf dem Hochaltar“ war es wohl ein Martinusbild. Der Glockenkauf ist in Urkunde Nr. 37 überliefert:

„Unser Pfarrer, Vikare, Gotteshausmeister, Heymbürger und die ganze Gemeinde haben abgekauft den führsichtigen und weisen Glockengießern und Meistern Bernhard Lachmann Glockengießer und Meister Heinrich Winters, beide Bürger zu Heilprunn (Heilbrunn), zwei Glocken, die große zu 25 Zentner 31 Pfund, die kleine zu 6 Zentner weniger 6 Pfund. Diese Glocken haben uns die genannten Meister gehängt in unseren "burch thurn" um 272,5 Gulden.“

Dass diese Kirche außer dem Hochaltar des hl. Martin von Tours und den beiden Seitenaltären des hl. Nikolaus von Myra und der hl. Maria Magdalena noch einen vierten, mittleren Altar des hl. Georg, höchstwahrscheinlich am Choreingang, hatte, war für den Marktflecken Königheim eine Besonderheit und unterschied die Kirche von denen der umgebenden Dörfer. An der Südseite der Kirche entstand 1499 der sogenannte Ölberg, teilweise vom berühmten Würzburger Bildhauer Tilman Riemenschneider selbst, teilweise von seinen Gesellen erarbeitet. Der obere Bogenstein trägt die Jahreszahl 1499, darüber das Königheimer Kännchenwappen mit der Bleischrift „kennicken“. Außerdem sind mehrere Tiere „sorgfältig“ an den Steinen zwischen den drei schlafenden Aposteln dargestellt. Besonders an Gründonnerstagen haben sich fromme Beter mit Kerzen einst wohl bei dieser Ölberggruppe an der Kirche versammelt. Dennoch nahm dieses Kleinod ein tragisches Ende, was damals von dem Königheimer Bürgermeister Caspar Stephan von Lauda in seinem Tagebuch niedergeschrieben wurde, wurde von Pfarrer Severus in lateinischer Sprache überliefert und von Pfarrer Rothermel ins Deutsche übersetzt:

„Das Jahr 1540 ist sehr furchtbar gewesen. Um das Fest der hl. Margareta war die Ernte und um das Fest des hl. Michael die Weinlese beendet, vortrefflichster Wein war gekeltert. Man muß wissen: Damals hatten der Schulmeister und der Kirchner ihre Schlafstätte auf dem Kirchturm, sowohl zur Bewachung des heiligen Geräts wie auch zu Beobachtung der Gebäude um das Gotteshaus. Diese beiden waren verfeindet. Als sie geradezu am Fest der Kirchenweihe durch den neuen Wein und ihren Haß allzusehr erhitzt waren, warfen sie einander Feuer ins Fett, dessen Flammen in Kürze den Turm und die Kirche ergriffen. Es nahm durch den starken Wind rasch eine solche Ausdehnung, daß noch 40 weitere Häuser des Ortes gegen Schweinberg (Westen) niederbrannten. Nur die Sakristei und die kleinen Gebäude konnte man retten. das Unheil entstand hauptsächlich auch dadurch, daß das Feuer in den Thurm eindrang und so mit der Brandglocke kein Zeichen mehr gegeben werden konnte. Obschon die Einwohner mit viel Geschrei herausgerufen wurden, den Brand zu löschen, so weigerten sich doch sehr viele, weil sie ob des neuen Weins vielfach berauscht waren, und sie hielten es für ein faules Gerücht, weil es sonst die Brandglocke läuten würde. Daher wurde nur wenig von dem Feuer gerettet. Wahrlich ein verderbliches Kirchenweihfest.“

### Die vierte „einfache“ Kirche von 1541
Die neue Kirche wurde auf den alten Mauern wieder aufgebaut, dennoch war es zu der Reformationszeit, wo man Spenden für die Kirche als unnützes Menschenwerk abtat. Die Reformierten duldeten nur noch ein Holzkreuz ohne Christuskörper und nur noch einen Altar. Der Renaissancestil hatte 1541 noch nicht die Dörfer erreicht. Die meisten Elemente, wie die Fenster und das Portal, wurden im gotischen Stil gebaut. Das Domkapitel gab am 7. November 1541 eine „Schenkung“ von 200 Gulden. Die Gemeinde bekam durch Frondienste und Holzentnahme einige Vergünstigungen und so konnte man sich vier Glocken leisten, die aber 1635 beim Kirchenbrand zerschmolzen. Pfarrer Severus berichtet:

„Im Jahre 1618 ließ der hiesige Pfarrer und Dekan Kern sowie der Schultheiß Reuschlein eine Orgel bauen.“

Königheim blieb bis 1635 vom Dreißigjährigen Krieg relativ verschont, 1634 haben die Schweden die Gegend verlassen, dennoch belagerten 1635 die Kaiserlichen Kroaten die Gegend. Sie brannten am 11. September 1635 die Kirche ab. In der Urkundensammlung steht:

„Anno 1635 hat die kaiserliche Partei aus dem Feldlager zwischen Worms und Speyer unsere Flecken ausgeplündert, alles Vieh hinweggenommen und sonst übel gehaustet und am 11. September ist durch sie das würdige Gotteshaus mit 4 Glokken und allem Kirchornat (Gewändern) und vielen darein geflüchteten gewesenen Sachen hinweggebrannt worden, also daß nichts übrig geblieben, außer was man nachher in der Asche von den zerschmolzenen Glocken zusammengelesen.“

Dazu kommt ein Nachtrag:

„Allein die Wölbung des Glockenturms ist vom Feuer übrig gelassen worden.“

Weitere Einzelheiten bringt Pfarrer Severus in seiner Chronik aus dem Tagebuch des Caspar Steffan, der er als hiesiger Weinhändler miterlebte.

„Anno 1635 kamen zwei Kohorten (Abteilungen) Soldaten hierher, die eine bei der Kapelle, die andere bei der Lehmgrube beim Garteltor. Die Einwohner leisteten heftigen Widerstand und wehrten sie ab. Sie haben gegen die Soldaten geschossen aber keinen erschossen sonst hätte es schon am ersten Tag ein Blutbad gegeben. Dann kam eine dritte Kohorte am unteren Tor, wo nur wenige zur Abwehr waren, und drangen ein. Die Soldaten gaben anderen Trompetensignale. Drei Wochen lang wurde alles verwüstet und geplündert, die Kirche mit dem Ornat und einem Kelch wurden niedergebrannt, die Gnaden (Vorratshäuser) sind erhalten geblieben, weil die Soldaten nach dem Brand der Kirche nach Gissigheim gingen. Einige schlafende Soldaten wurden von Bauern ermordet also gingen die Soldaten am folgenden Tag zurück und haben einige Einwohner, die Sie in der Kirche überraschten, mit Prügeln so geschlagen, daß darauf ein Teil gestorben ist, ein Teil sich loszukaufen mußte. Die Mauern der Kirche standen sieben Jahre als Ruine da, die vier geschmolzenen Glocken lagen verborgen unter der Asche.“

Die Gottesdienste wurden sieben Jahre lang in der Kapelle (Friedhofskapelle) gehalten. Alle Messgewänder und Chorröcke waren verbrannt, daher hat man von Nachbarorten Paramente geliehen.

### Die fünfte, frühbarocke Kirche von 1642/43
David Häfner aus Tauberbischofsheim eröffnete die Reihe der Wohltäter. Aus Mitleid zur verbrannten Kirche schenkte er der Kirche seine ausgeliehenen Gelder, andere vermachten dann Geld in Testamenten. Durch den Ausbruch der Pest standen viele Häuser leer, so bestimmte das geeignete Holz das Dach der neuen Kirche. Es wurde eine Bitte an das Domkapitel eingerichtet und der Rat bekam 100 Gulden und noch einmal 50 vom damaligen Erzbischof. Man bereitete 1642 den Platz für den Glockenguss. Man hatte mit Paul Arnold aus Fulda vereinbart, er sollte 40 Zentner Glocken gießen. Pro Zentner bot man 5 Gulden. Einen Teil des Erzes bekam man, indem man das alte Glockenmetall aus der Ruine säuberte und mahlte. Zum anderen sammelten von der Gemeinde ausgesandte Männer Kupfer und allerlei Erz, alte Kessel, Hellhafen, Kupfergeschirr, allerhand aus Messing, Leuchter und Schropfköpfe. Alles wurde aus freien Willen gegeben. Nachdem die Glocken gegossen waren, erbot sich Caspar Dietz als Spender für die größeren Glocken und gab 118 Gulden. Die größere Glocke hatte 21 Zentner, die zweite, Mittagsglocke genannt, 14 Zentner, die dritte, Weinglocke genannt, 9 und weil noch etwas Erz übrig war, wurde eine kleine Glocke mit 7 Zentnern gegossen. Für die insgesamt 51 Zentner wurden 255 Gulden gezahlt. In der Chronik steht hierzu:

„Vier Zimmersleute aus Buchen wurden gedrungen, Holz noch aus dem Gemeindewald auszuwählen. Einiges Holz erhielt man von Nachbarn. Als der Turm erbaut und die Glocken aufgehängt waren, drangen kaiserliche und bayrische Heere, dann französische Heere in die benachbarten Gegenden ein; da Gott wachte, hatte unser Kirchenbau nichts zu leiden, obwohl die Soldaten das Vieh und 22 Pferde wegführten. Durch den Raub der Soldaten fehlten Vieh und Pferde, um die von den Zimmerleuten gerichteten Balken herbeizuführen. Und es fehlte an Geld. Das Herz aller bebte aus Angst, das Holz werde durch Plünderungen der Soldaten, durch Feuer oder die Gleichgültigkeit der Zeiten zerstreut. Als kein Heilmittel übrig zu sein schien, hat man nach gefaßtem Beschluß 80 Gulden zu Bischofsheim geliehen und den Bau begonnen. Der erwähnte Ratsherr Caspar Dietz, der Stifter der großen Glocke, gab noch 100 Gulden und ein drittes Mal noch 42 Gulden. So ging man an, das Kirchenschiff wieder aufzubauen. Am 1. Januar 1643 wurde die Prozession aus der Kapelle in die Pfarrkirche geführt und dort nach dem Amt und der Predigt das „großer Gott“ gesungen, obwohl weder Stuhl noch Kanzel da waren. Unglaublich war die Freude über den Klang der Glocken.“

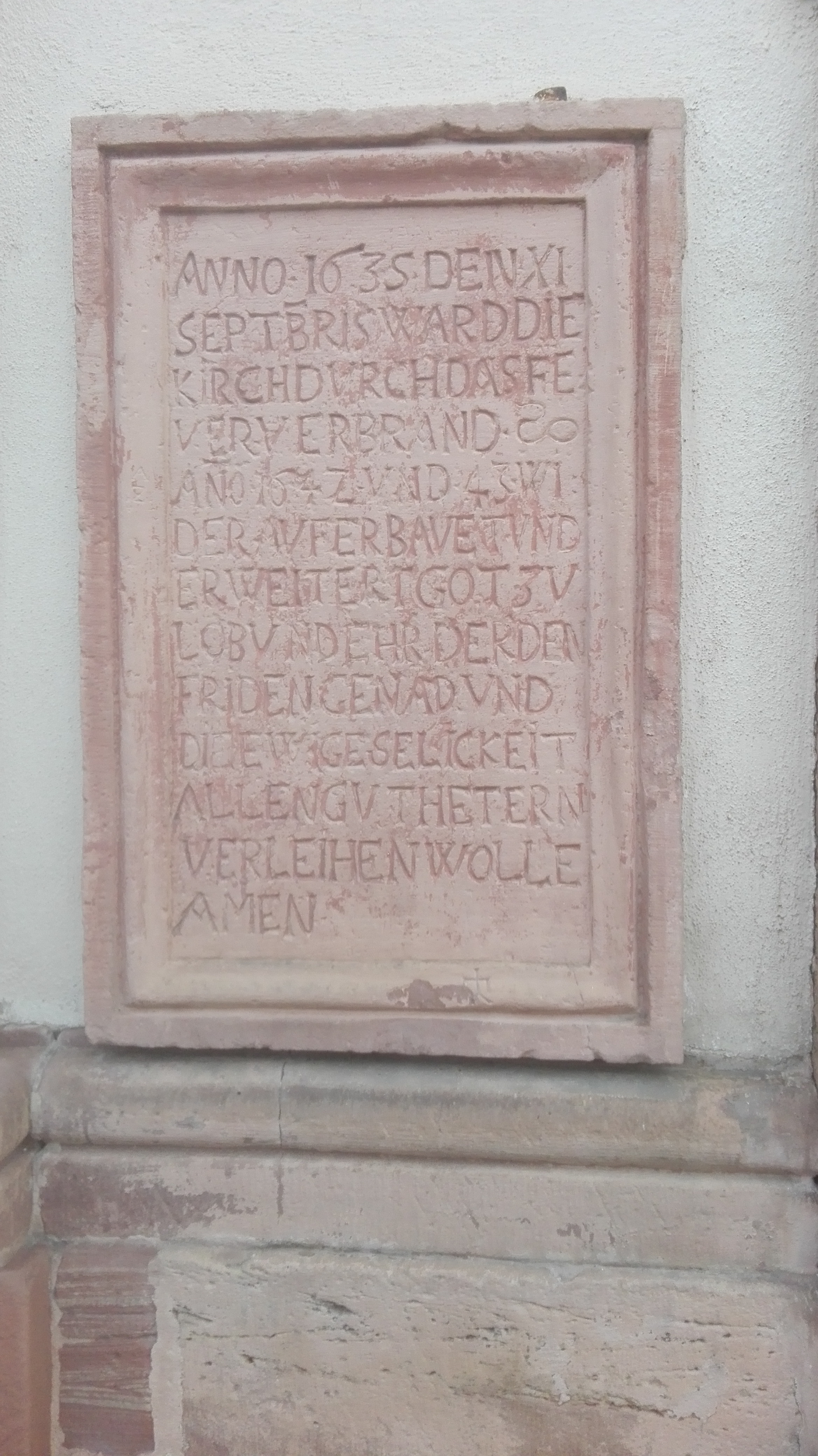
Steintafel vor dem Haupteingang

Der Rest wurde nach und nach vollendet, der Hochaltar um 1650, 1666 der Marienaltar für 80 Gulden durch Andreas Friedel aus Külsheim. 1668 für 80 Gulden der Georgsaltar durch Carolus aus Würzburg. Für mehr Licht wurden gotische Fenster eingesetzt, der Rest wurde in einem frühbarocken Stil erbaut. Der damalige Chorturm erhob sich gegen Osten. Außen am Chor der Kirche war eine Steintafel von 1643 angebracht, die heute rechts vom Eingang zu sehen ist mit der folgenden Inschrift:

„ANNO 1636 DEN XI SEPTBRIS WARD DIE KIRCH DVRCH DAS

 FEVER VERBRAND + ANNO 1642 VND 43 WI-

 DER AVFERBAVET VND ERWEITERT GOT ZV LOB VND EHR

 DER DEN FRIDEN GENAD VND DIE EWIGE SELIGKEIT ALLEN

 GVTHETERN VERLIEHEN WOLLTE AMEN.“

Seitenschiffe hatte die Kirche nie. Bei dem Grundriss von 1682 beantragte Pfarrer Babenhäußer eine Erweiterung der Kirche. Ein Vorschlag des Sachverständigen war, in den Seitenmauern je drei Bögen auszubrechen und Seitenschiffe anzubauen, aber wegen der Kosten und der Frondienste wollte sich die Gemeinde noch mit der Kirche begnügen. Die letzte Änderung, die vorgenommen wurde, war 1689 das Anbringen eines Grabmals für den Pfarrer Heck. Die lateinische Inschrift lautet:

„Im Jahre 1689 am 29.Dezember ist fromm gestorben der hochwürdige Herr Johannes Xaspar Heck, Kleriker der in Gemeinschaft lebenden priester, Pfarrer der Königheimer, im Alter von 36 Jahren. Er ruhe in Frieden.“

Der Grabstein ist an der jetzigen Kirche an der rechten Vorderseite angebracht.

### Die sechste, heutige Barockkirche von 1755/56
Ohne großherzige Spender konnte ein Dorf keine große und kunstvolle Kirche bekommen, denn die an sich baupflichtigen Zehntempfänger wollten nur wenig zahlen und die Bauern hatten noch Frondienste und Arbeit zu verrichten. Für die Königheimer Kirche fand sich ein großherziges Ehepaar, Johannes Laurentius Agricola und Maria Kathariaana Heffner, die beide 1697 in Königheim heirateten. Johannes Laurentius Agricola arbeitete von 1707 bis 1736 in Billigheim bei Mosbach als Hofmeister und Kammerherr. Er beschenkte die Sakramentbruderschaft in Königheim 1731 mit 1000 Gulden. Später hinterließ die Witwe der Kirche 8000 Gulden, für damalige Verhältnisse eine gewaltige Summe. 1740 kam das Geld der Kirche zur Auszahlung, die Kirche jedoch legte das Geld zunächst an, damit es sich durch Zinsen vermehrte. Der damalige Pfarrer Seeger war 80 Jahre alt und traute sich nicht mehr, wie anbefohlen sein Pfarrhaus zu bauen, und starb am 11. Juli 1746 mit 86 Jahren. Der folgende Pfarrer Johannes Sebastian Severus, 1746–1766, wird als der wohl bedeutendste Pfarrer Königheims angesehen wegen seiner Beredsamkeit und seines erhabenen Lebens als Kaplan und Professor der Rhetorik, außerdem schrieb er eine Chronik und übersetzte zahlreich lateinische Schriften. Zunächst einmal ließ er 1748 das Pfarrhaus reparieren und später ordnete das baupflichtige Domkapitel einen Neubau der Scheune und des Stalles an. Severus verbaute dabei eigenes Geld und bekam nicht mehr alles zurück, weil der Kostenvoranschlag überschritten wurde. Sein Baueifer und sein Kunstverständnis verhalfen zu der hochaufragenden, künstlerisch ausgestalteten Kirche. Der berühmte Würzburger Baumeister Balthasar Neumann, der weiterhin als Kirchen- und Schlossbauingenieur geholt wurde, verstarb 1753 im Alter von 66 Jahren. Also holte man seinen Schüler Michael Anton Müller und beauftragte ihn mit der Planfertigung. Der undatierte Baukostenvoranschlag betrug 15.967 Gulden. In Mainz wurde der Kirchenplan auf Befehl des Kurfürsten 

„von seiner freiherrlichen Excellenz Herr Baron von Ritter teils abgeändert teils genehmigt.“

Es handelte sich hierbei um den Mainzer Oberbaudirektor Freiherr Anselm Franz von Ritter zu Grünsteyn, nach dessen Idee 1751–1753 die katholische Stadtkirche Amorbach gebaut wurde. Die Genehmigung kam am 23. Oktober 1748. Die ersten Vorbereitungen begannen 1750, 1751 besorgte man das Holz, 1752 die Steine, ein Jahr darauf den Kalk und den Sand, um die Ziegel zu brennen. Das Holz wurde schon 1753 beschlagen und am 17. März 1755 wurden die Bauverträge mit den Maurern und den Zimmermännern abgeschlossen. Bereits am 26. November wurde das Kirchendach fertig gestellt. Der wichtigste Vertrag wurde mit dem Maler Georg Anton Urlaub geschlossen, der das Fresko für 425 Gulden malen sollte. Dennoch „verkrachte“ er sich mit den Königheimern und das Bild wurde von Stephan Reinhard für 200 Gulden fertig gestellt. Die Kirche wurde kurz vor Weihnachten 1756 geweiht und an Weihnachten in Betrieb genommen. Die beiden Seitenaltäre wurden von dem Weinhändler David Mühling am 2. November 1760 der Kirche vererbt. Die doppelläufige Treppe wurde zwölf Jahre später von Juni bis November 1768 errichtet und beherbergt heute den Ölberg.

## Architektur und Ausstattung

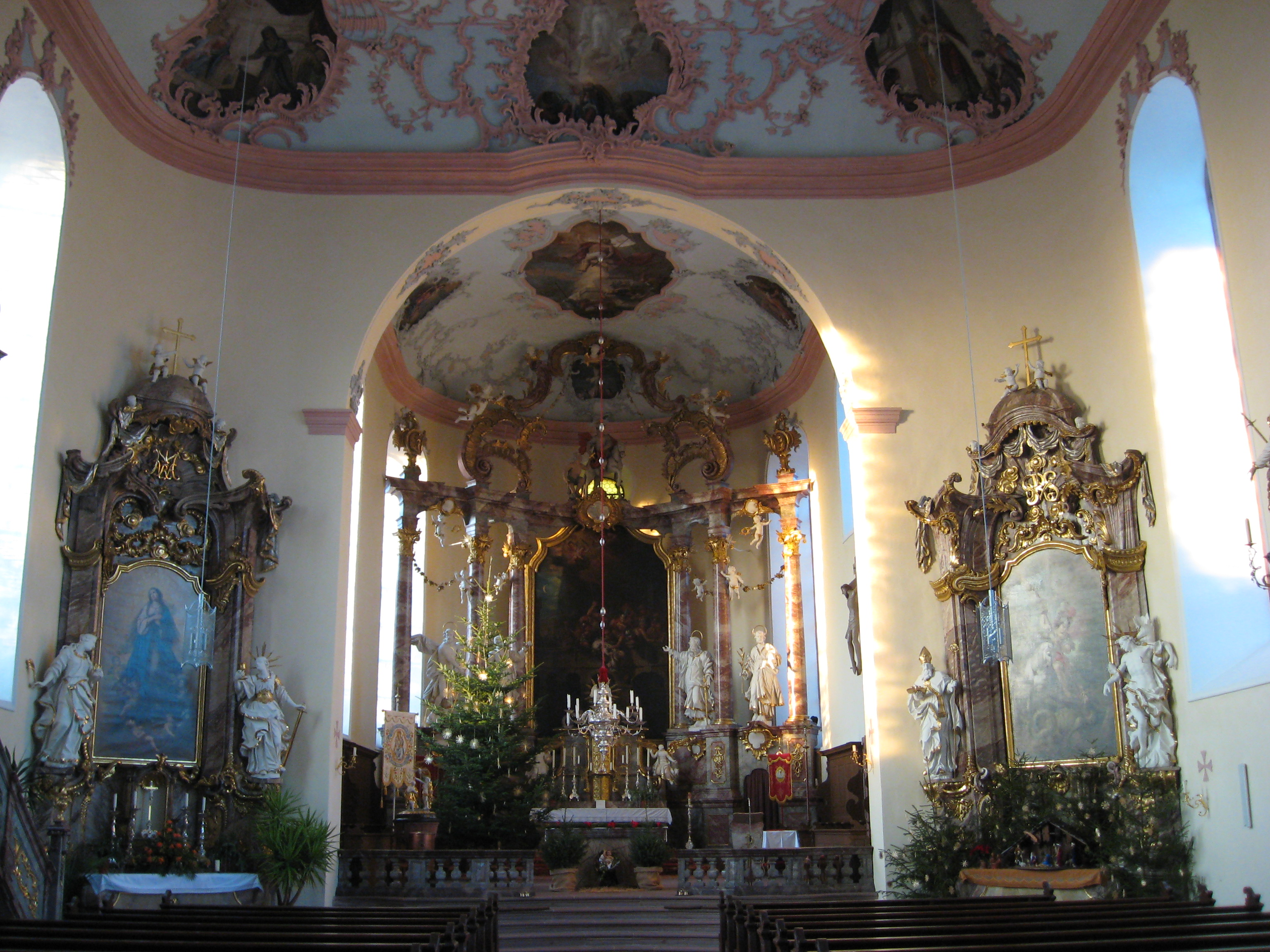
Barockkirche St. Martin

Der Würzburger Bauingenieur Michael Anton Müller hat die hohe Turmfassade ziemlich ähnlich wie die der Paulinuskirche in Trier seines Meisters Balthasar Neumann gestaltet. Die Seitenteile der Fassade biegen sich nach außen, in Trier nach innen. Auch sonstige kleine Änderungen sind festzustellen. Dagegen ist der Kirchengrundriss in Trier ganz anders, die Paulinuskirche hat ein Querschiff, von hinten sieht man dort die Seitenaltäre nicht. Aber der Hochaltar, von Köhler entworfen, geht unmittelbar auf den von Neumann entworfenen Altar in Trier zurück. Mehr Gemeinsamkeiten in Grundriss und Fassade hat die Königheimer Kirche mit der Balthasar-Neumann-Kirche in Hofheim bei Lampertheim/Hessen.

### Altäre
Der Hochaltar wurde 1764 von dem Würzburger Bildhauer (statuarius) Daniel Köhler und dem Kunstschreiner (scrinarius) Josef Steinbüchler erstellt. Die Vergoldung und Marmorierung übernahm später Christoph Erbs aus Aschaffenburg. Das Altarbild zeigt den hl. Johannes Nepomuk, wie er in die Moldau gestürzt wird. Das Bild dieses zweiten Kirchenpatrons stammt von Johann Georg Schulz aus Frankfurt, ebenso wie das Georgsgemälde am rechten Seitenaltar. Über dem Nepumuksgemälde befindet sich die große Statue des hl. Martin von Tours, des ersten Patrons der Kirche; auf dem Pferd sitzend reicht er einem Bettler einen Teil seines Mantels.

### Beichtstühle
An den barocken Beichtstühlen sind vier Gemälde mit zwei Büßern und zwei Büßerinnen angebracht. Petrus gut erkennbar durch Kreuz, Buch und Hahn, der nach der Verleugnung krähte. König David mit Harfe, Totenkopf und einem Geisel. Die weinende Magdalena ebenfalls mit einem Kreuz und Geißel. Und die hl. Margareta von Cortona in einer Tracht bei ihren Ordensschwestern. Das Kreuz und der Geißel zeigen ihre Bekehrung und Buße beim Anblick des entstellten Leichnams ihres Mannes an.

### Glocken
Ursprünglich besaß die Kirche ein Paar Glocken, die einmal 1540 durch ein Feuer und ein zweites Mal 1635 im Dreißigjährigen Krieg zerstört wurden. Zwei der vier heutigen Glocken wurden im 18. Jahrhundert gegossen. Die erste und größte Glocke von Johann Adam Roth im Jahre 1736 und die zweite Glocke im Jahre 1765. Im Jahre 1952 machte sich der Glockengießer Friedrich Wilhelm Schilling in Heidelberg an die Geläuteergänzung und goss noch zwei weitere, um ein Geläute mit den Tönen f`-as`-b`-des` zu erhalten. Zu den Glocken ist im Einzelnen bekannt:
Die Glocke f`
Pfarrer Severus schrieb in seiner Chronik um 1760: „Die größte Glocke zeigt das Wappen des Erzbischofs Philipp Carolus von Eltz, zur Rechten das des Domkapitals, zur Linken das Wappen des Oberamtmannes, Graf von Stadion, darunter das Wappen der Gemeinde. In der mitte der anderen Seite: S. Martinus Ora pronobis (bitte für uns).“
Die Glocke as`
Die Glocke wurde 1765 gegossen und zu Ehren des heiligen Johannes von Nepomuk durch den damaligen Würzburger Weihbischof Daniel von Gebsattel geweiht. Auf der einen Seite ist der Heilige abgebildet mit der Inschrift: „Die Himmel durchtöne ich durch JOHANNE PATRONO." Auf der anderen Seite sieht man das Wappen des Erzbischofs Fridericus Carolus von Ostein, sowie das des Domkapitals, das des Grafen von Stadion und das der Gemeinde Königheim. Im oberen Teil befinden sich daneben noch deutsche Verse mit der Inschrift: "Mein klingender Mund mahnt an zur Andacht groß und klein, da ich doch selbs nit kan wie`s klingt andächtig sein.“
Die Glocke b`
Sie wurde im Jahre 1952 von Friedrich Wilhelm Schilling gegossen und wiegt 397 kg.
Die Glocke des`
Die kleinste Glocke wurde ebenfalls 1952 von Friedrich Wilhelm Schilling gegossen und wiegt 229 kg.

### Innenraum
Der Architekt Müller verwendete die Pläne Neumanns für die Kirche St. Paulin in Trier, was an der Gestaltung der Fassade wie auch im Aufbau des Altarraumes, insbesondere beim Ciborium über dem Hochaltar sichtbar wird. An der Kirche steht eine steinerne Ölberggruppe aus der Werkstatt von Tilman Riemenschneider. Vom Würzburger Bildhauer Daniel Kohler und dem Kunstschreiner Josef Steinbüchler stammen der Baldachin-Hochaltar, die beiden Seitenaltäre und die Kanzel. Die Stuckarbeiten besorgte Johann Michael Winneberger aus Mergentheim. Das monumentale zentrale Deckengemälde ist an Tiepolos Anbetung der Könige angelehnt. Dieses Bild wird von neun kleineren Gemälden umgeben. Diese versuchen die Gottheit des Jesuskindes in biblischen Szenen zu verdeutlichen. Daneben beherbergt die Kirche einen Kreuzweg in Hinterglasmalerei, ein großes Holzkreuz mit Corpus aus der Zeit um 1480 und eine sitzende Schmerzensmutter.

### Kanzel
Die Kanzel wurde 1756 von dem Bildhauer Anton Herwith in Karlstad angefertigt und für 130 Gulden von der Gemeinde und Valentin Waltz gekauft.

### Orgel
Die Martinskirche enthält eine Seuffert-Vleugels-Orgel, die 2008 restauriert wurde.

### Statuen
Zwischen den Säulen sind die vier lebensgroßen Statuen des hl. Petrus und Paulus, des hl. Johannes des Täufers und des hl. Josef zu sehen. Es sind reich bewegte Gestalten, ebenso am Georgsaltar der hl. Sebastian und Nikolaus, am Marienaltar die hl. Magdalena und Katharina. Diese vier Statuen der Seitenaltäre waren dem Geschmack um 1870 zu „lebendig“, man ließ bei der Kirchenrenovation 1872/73 durch den Bildhauer Julius Seitz in Külsheim vier kleinere Figuren aus Holz fertigen. Der Preis von 500 Gulden wurde bis 1775 abgezahlt. Es war wieder die hl. Magdalena mit dem Salbgefäß, die hl. Katharina mit dem Schwert, der hl. Sebastian, doch der hl. Nikolaus wurde durch eine Statue des hl. Papstes Urban, des Schutzpatrons der Winzer, ausgetauscht. Die vier Barockstatuen wurden 1910 vom Pfarramt dem Erzbischöflichen Diözesanmuseum Freiburg unter Vorbehalt des Eigentumsrechtes überlassen, von dort kamen sie 1929 als Leihgabe in das Augustinermuseum Freiburg im Breisgau. Im Jahre 1953 kam aus Freiburg die Nachricht, dass dort vier Königheimer Figuren stehen. Dekan Rothermel konnte sie im nächsten Jahr aus Kahlsruhe abholen lassen und durch ihre Wiederkunft die Kirchenrenovation von 1955 „krönen“.

## Liste der Pfarrer
Folgende Seelsorger wirkten bisher in der Königheimer Pfarrei St. Martin:
- 1333: Krafto During von Kennenkeim
- 1380–1426: Eberhard von Rulkirchen
- 1428–1448: Johannes Hertung aus Königheim
- 1462–1468: Peter Hofheinz
- 1471–1511: Magister Leonhard Heylmann
- 1529: Johannes Kennicken
- 1535–1538: Johannes Johann
- 1540–1563: Johannes Heiles aus Mosbach
- 1564–1566: Johannes Zorn
- 1566: Helias Gramlich
- 1568–1575: Magister Bartolomäus Brandt
- 1575–1576: Nikolaus Merder
- 1577–1588: Michael Götz
- 1589–1598: Nikolaus Ulinus (Ühlein)
- 1598–1618:Magister Adam Kern
- 1618–1620: Johann Conradt Eilles
- 1620–1635: Christian Hartung
- 1636: Caspar Schilling
- 1637–1659: Magister Mätthäus Wegler
- 1659–1663: Johannes Spitzig aus Königheim
- 1663–1667: Magister Johannes Sermodi aus Dillingen
- 1667: Georg Nuncius Pfarrverweser
- 1668–1674: Magister Johannes Georg Poth
- 1674–1684: Magister Johannes Petrus Barbenhäuser aus Dieburg
- 1686–1689: Kaspar Heck
- 1690–1746: Laurentius Seeger
- 1746–1766: Johannes Sebastian Serverus aus Mainz
- 1766–1790: Joseph Glock
- 1790–1822: Johannes Baptist Dotzheimer aus Rheinau
- 1823: Joseph Walter, Pfarrverweser
- 1824–1831: Franz Reinhard aus Trennfurt
- 1832–1847: Georg Josef Link aus Tauberbischofsheim
- 1848–1866: Georg Karl Rückert aus Beckstein
- 1872–1897: Friedrich Karl Willhelm Eckert aus Walldürn
- 1900–1926: Franz Xaver Leonhard Kieser aus Buchen
- 1926–1952: Leopold Rothermel aus Östringen
- 1952–1970: Karl Schell aus Gottersdorf
- 1970–1973: Eduard Neckermann aus Vilchband
- 1998–2012: Hermann Bockmühl
- 2012–heute: Franz Lang